# Eurhynchium serpenticaule
Eurhynchium serpenticaule är en bladmossart som beskrevs av C. Müller 1897. Eurhynchium serpenticaule ingår i släktet sprötmossor, och familjen Brachytheciaceae. Inga underarter finns listade i Catalogue of Life.